# Aino Aalto
Aino Maria Marsio-Aalto (přechýleně Aaltoová, rodným jménem Aino Maria Mandelin; 25. ledna 1894 Helsinky – 13. ledna 1949 Helsinky) byla finská architekta a průkopnice skandinávského designu. Vystudovala architekturu na Technologickém institutu v Helsinkách (1920). V roce 1935 spoluzaložila designovou společnost Artek a byla její první uměleckou ředitelkou. Navrhla pro ni řadu výrobků –  sklenic, lamp, látek i nábytku. Některé práce vytvářela i pro firmu Iittala. Zejména její skleněný design měl velký úspěch a společnost IKEA používá jeho mírně pozměněné kopie dodnes. Později se stala i výkonnou ředitelkou firmy. Jejím manželem byl finský architekt Alvar Aalto, vzali se roku 1925 a žili spolu až do její smrti v roce 1949. Na některých projektech spolupracovali, například na designu vázy Savoy v roce 1936.